# Seleukos VI Epifanes
Seleukos VI Epifanes – władca państwa Seleucydów od około 96 do 95 p.n.e., najstarszy syn Antiocha VIII Gryposa.
W roku 96 p.n.e. Seleukos pokonał swojego krewnego Antiocha IX Kyzikenosa, mszcząc się tym samym za zamordowanie swojego ojca. Panował jednakże bardzo krótko. Antioch X Eusebes zmusił Seleukosa Epifanesa do ucieczki do Mopsuestii. Seleukos osadził tam swój bogaty dwór.
Mieszkańcy Mopsuestii, którzy w tym czasie niepokojeni byli przez piratów, nie byli w stanie zaspokoić potrzeb jego dworu. Próba stworzenia nowej armii spotkała się z silnym oporem. Nagle wybuchł bunt i Seleukos był uwięziony na miejskim hipodromie. Buntownicy zostali jednak pokonani przez króla i jego ludzi.
Trzech braci Seleukos Epifanesa, Antioch XI Epifanes Filadelfos, Filip I Filadelfos oraz Demetriusz III Filopator kontynuowało walkę z inną gałęzią rodu Seleucydów o dominację nad krajem. Z czasem zaczęli również walczyć między sobą.